# Десять шагов

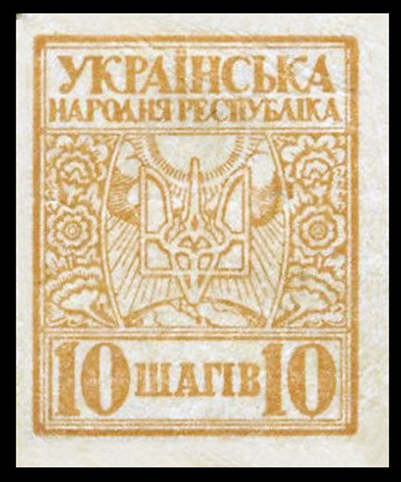
10 шагов 1918 года выпуска. Дизайнер графики Антон Середа

10 шагов — номинал разменных денежных знаков, находившихся в обращении на территории УНР в 1918—1919 годах.

## История
Изначально марки были задуманы только как почтовые миниатюры. Впоследствии, из-за недостатка мелкой разменной монеты, по примеру российской власти, которая сделала это ранее, стали употреблять их одновременно как марки и деньги на основании закона УНР от 18 апреля 1918 года. Эмиссия от 18 апреля включала в себя номиналы в 10, 20, 30, 40 и 50 шагов. Печатали шаги в Киеве листами по 100 штук с перфорацией, чтобы облегчить отрывание отдельных купюр. Бумагу под марки использовали грубую, более удобную для продолжительного употребления. Эти марки-шаги появились в обращении уже после свержения Центральной рады. В обращении шаги находились до марта 1919 года, когда были отменены советской властью.
Дизайн 10 шагов, представляющий собой трезубец на фоне стилизованного изображения Солнца, от которого идут лучи на Землю, спроектировал Антон Середа.